# Steve Kraftcheck
Temple de la renommée LAH : 2008
Steve Kraftcheck (né le 3 mars 1929 à Tinturn dans la province de l'Ontario, au Canada et mort le 10 août 1997) est un joueur professionnel de hockey sur glace de la Ligue nationale de hockey et de la Ligue américaine de hockey.

## Carrière
Il est intronisé au temple de la renommée de la LAH en 2008.

## Statistiques
Pour les significations des abréviations, voir Statistiques du hockey sur glace.
| Saison     | Équipe                  | Ligue      |     | Saison régulière | Saison régulière | Saison régulière | Saison régulière | Saison régulière |    | Séries éliminatoires | Séries éliminatoires | Séries éliminatoires | Séries éliminatoires | Séries éliminatoires |
| Saison     | Équipe                  | Ligue      | PJ  | B                | A                | Pts              | Pun              | PJ               | B  | A                    | Pts                  | Pun                  |                      |                      |
| 1948-1949  | San Francisco Shamrocks | PCHL       | 70  | 11               | 22               | 33               | 82               | --               | -- | --                   | --                   | --                   |                      |                      |
| 1949-1950  | Barons de Cleveland     | LAH        | 70  | 7                | 37               | 44               | 46               | 8                | 0  | 3                    | 3                    | 12                   |                      |                      |
| 1950-1951  | Capitals d'Indianapolis | LAH        | 47  | 6                | 27               | 33               | 39               | 3                | 0  | 0                    | 0                    | 2                    |                      |                      |
| 1950-1951  | Bruins de Boston        | LNH        | 22  | 0                | 0                | 0                | 8                | 6                | 0  | 0                    | 0                    | 7                    |                      |                      |
| 1951-1952  | Rangers de New York     | LNH        | 58  | 8                | 9                | 17               | 30               | --               | -- | --                   | --                   | --                   |                      |                      |
| 1952-1953  | Rangers de New York     | LNH        | 69  | 2                | 9                | 11               | 45               | --               | -- | --                   | --                   | --                   |                      |                      |
| 1953-1954  | Barons de Cleveland     | LAH        | 70  | 5                | 20               | 25               | 62               | 7                | 2  | 1                    | 3                    | 10                   |                      |                      |
| 1954-1955  | Barons de Cleveland     | LAH        | 60  | 9                | 26               | 35               | 38               | 4                | 0  | 2                    | 2                    | 0                    |                      |                      |
| 1955-1956  | Barons de Cleveland     | LAH        | 57  | 5                | 29               | 34               | 40               | 8                | 1  | 4                    | 5                    | 10                   |                      |                      |
| 1956-1957  | Barons de Cleveland     | LAH        | 63  | 7                | 33               | 40               | 42               | 12               | 2  | 11                   | 13                   | 8                    |                      |                      |
| 1957-1958  | Barons de Cleveland     | LAH        | 66  | 15               | 34               | 49               | 53               | 7                | 0  | 3                    | 3                    | 4                    |                      |                      |
| 1958-1959  | Americans de Rochester  | LAH        | 60  | 2                | 37               | 39               | 42               | 5                | 0  | 2                    | 2                    | 4                    |                      |                      |
| 1958-1959  | Maple Leafs de Toronto  | LNH        | 8   | 1                | 0                | 1                | 0                | --               | -- | --                   | --                   | --                   |                      |                      |
| 1959-1960  | Americans de Rochester  | LAH        | 68  | 1                | 41               | 42               | 47               | 12               | 1  | 3                    | 4                    | 12                   |                      |                      |
| 1960-1961  | Americans de Rochester  | LAH        | 71  | 3                | 37               | 40               | 26               | --               | -- | --                   | --                   | --                   |                      |                      |
| 1961-1962  | Americans de Rochester  | LAH        | 69  | 4                | 41               | 45               | 45               | 2                | 0  | 0                    | 0                    | 2                    |                      |                      |
| 1962-1963  | Reds de Providence      | LAH        | 69  | 2                | 19               | 21               | 22               | 6                | 0  | 2                    | 2                    | 2                    |                      |                      |
| 1963-1964  | Reds de Providence      | LAH        | 69  | 1                | 5                | 6                | 22               | --               | -- | --                   | --                   | --                   |                      |                      |
| Totaux LNH | Totaux LNH              | Totaux LNH | 157 | 11               | 18               | 29               | 83               | 6                | 0  | 0                    | 0                    | 7                    |                      |                      |